# Luz Argentina Chiriboga
Luz Argentina Chiriboga Guerrero (Esmeraldas, 1 de abril de 1940 - 29 de abril de 2025) fue una escritora, narradora, ensayista, novelista, genealogista, ecologista, lingüista y poetisa ecuatoriana que se adentró en los problemas del ser humano, defensora de los derechos humanos de la mujer negra y la cultura afroamericana; literata que disfrutaba al inventar palabras cuando era inspirada por la naturaleza y el quehacer del ser humano.

## Biografía
Nació en Esmeraldas el 01 de abril de 1940,sus padres son Segundo Chiriboga Ramírez, un agricultor muy trabajador y de Luz María Guerrero Morales, ambos naturales de la provincia verde de Esmeraldas; indígenas que con el tiempo se convierten en dueños de varias fincas bananeras como “La Chinca”, “La Chancama”, “La Chula”, “El Guayabo” (lugar donde se realizó una batalla entre los revolucionarios y el ejército gobiernista) y “La Victoria”; es una familia numerosa compuesta de diez hermanos; el sacrificio y esfuerzo de su padre les permitió tener una vida holgada y con comodidades, viven alternando en el campo y una casa en la ciudad de Esmeraldas que vista apenas media hora, viajando aguas arriba mediante canoa, el único medio de transporte en aquel tiempo.
Sus abuelos paternos fueron Mariano Segundo Chiriboga González, natural de Gran Gabriel y Carmen Ramírez Reina, natural de Río Verde (hija de Bugeño), quien a su vez es hija de Manuel María Ramírez, cuya descendencia  proviene de una rama del Adelantado don Sebastián de Benalcázar.
Sus abuelos maternos fueron Mariano Guerrero Herrera, natural de Esmeraldas y Augusta Morales; Mariano Guerrero fue hijo de José María Guerrero Maisincho, natural de Cuenca y Josefa Herrera.
Su nacimiento tiene un fascinante relato, casi mítico, cuenta ella misma que a su madre le vino el dolor de parto, las contracciones eran cada vez más repetitivas y a cortos intervalos, habiendo tenido amplia experiencia por sus cinco hijos previos se puso en apuros para llegar a la ciudad para que le atendiera la comadrona conocida de la familia; tomaron el único medio de transporte, la canoa y comenzaron el viaje aguas abajo, la luna llena se mostraba en todo su esplendor diáfana y refulgente y las guiaba, como cómplice secreto de este acontecimiento, el tiempo del alumbramiento culminó en pleno viaje y prácticamente sobre las aguas se produjo el nacimiento; Argentina como así la llamarían  dio un grito, comenzó a cantar este personaje que en su vida adulta sería una consumada poetisa que cantaría a la naturaleza; en aquellas primeras horas, bajo la luz argéntica de la luna, bajo el susurro de la naturaleza, el croar de las ranas, el chapoteo de los peces del río, el encanto de ese nocturnal paisaje y su gente, fue un preludio tan fascinante de la vida de esta literata de los niños negros de su patria. (Calvachi, 2009).

Realizó estudios de biología en la Universidad Central del Ecuador. Estuvo casada con Nelson Estupiñán Bass, uno de los grandes escritores ecuatorianos. Participó en varios seminarios internacionales. Su obra ha sido traducida a varios idiomas: inglés, italiano y francés. Consta en antologías ecuatorianas y extranjeras. Fue invitada por la UNESCO a dictar conferencias en Europa. También fue invitada por numerosas universidades de América, el Caribe y África a sustentar charlas sobre literatura. Es miembro de la Casa de la Cultura Ecuatoriana, del Grupo América y perteneció a algunas organizaciones ecuatorianas. La Casa de la Cultura Ecuatoriana Benjamín Carrión, Núcleo de Esmeraldas le confirió la mención al mérito cultural, 2006.

## Estilo literario
Fue poseedora de un estilo de narrativa muy exuberante, con elementos mágicos, abundante en descripciones y convencional en algunos casos, pero siempre escribiendo comprometida con la vida, con las mujeres y con la cultura afroecuatoriana. Exploró con vehemencia los deseos femeninos, mezclándolos con una pasión que crece al amparo de la sensualidad propia del trópico. En una de sus obras se refiere al tema de la emigración, anticipándose a algo que algunos años más tarde ocurriría masivamente en Ecuador.

## Obra publicada

### Novelas
- Bajo la piel de los tambores, Editorial Casa de la Cultura Ecuatoriana, 1991, p. 155. Traducida al inglés con el título: Drums Under My Skin.
- Jonatás y Manuela. Abrapalabra Editores, 1994.
- En la noche del viernes, SINAB, 1997, traducida al italiano con el título: Il Vener di Sera
- Cuéntanos, abuela, Producción gráfica Ediciones, 2002, traducida al francés.
- Desde la sombra del silencio, 2004.
- La nariz del diablo, 2010.

### Relato
- Diáspora, Ardilla Editores, 1997.
- Este mundo no es de las feas, Editorial Libresa, 2006.

### Poesía
- La contraportada del deseo. Talleres Gráficos de Abya Ayala, 1992
- Manual de ecología para niños, Abra palabra Editores, 1992.
- Palenque (décimas), Instituto Andino de Artes Populares,1999.
- Coplas afroesmeraldeñas (recopilación), Producción gráfica, 2001.
- Luis Vargas Torres y los niños, Ediciones Consejo Provincial de Esmeraldas, 2002.
- Capitanas de la historia, Colección selva, Producción gráfica, 2003.
- Con su misma voz, Colección Fuego, 2005.
- Multiplica las llamas, 2013.

### Ensayo
- La música popular frente a la mujer. Revista Cultura. Banco Central del Ecuador, 1981.
- Raíces africanas en la nacionalidad ecuatoriana. En: "El negro en la Historia. Raíces africanas en la Nacionalidad Ecuatoriana. 500 años". Centro de la Cultura Afro ecuatoriana, 1992.
- Escritores Esmeraldeños, tomos 1, 2, 3 (biografía, genealogía, producción y crítica literaria), Editorial e Imprenta Delta, 1995.

### Historia social
- Mis recuerdos. Corporación SAG, 2008.

### Antología
- Antología de narradoras ecuatorianas (Quito, 1997).
- Between the Silence of Voices: An Anthology of Contemporary Ecuadorean Women Poets (Quito, 1997).

## Membresías y reconocimientos
- Miembro Activo del Grupo América.ref name="culturaypatrimonio.gob.ec"/>
- Miembro de la Sociedad de Escritores Ecuatorianos.ref name="culturaypatrimonio.gob.ec"/>
- Miembro de la Asociación de Escritoras Contemporáneas del Ecuador.
- Miembro del Club Social Cultural de Esmeraldas.
- Presidenta de la Corporación Sociedad Ecuatoriana de Genealogía,ref name="culturaypatrimonio.gob.ec"/> 2007-2008.
- Vicepresidenta de la Corporación Sociedad Amigos de la Genealogía, 2013-2014.
- Consta en la Antología de narradoras ecuatorianas (Quito, 1997). Between the Silence of Voices: An Anthology of Contemporary Ecuadorean Women Poets (Quito, 1997).
- Mención al mérito cultural, 2006, Casa de la Cultura Ecuatoriana Benjamín Carrión, Núcleo de Esmeraldas.ref name="culturaypatrimonio.gob.ec"/>
- Premio General José de San Martín. Buenos Aires, Argentina, 1986.ref name="culturaypatrimonio.gob.ec"/>